# Doppelwohnhaus Wichernstraße 21/21a (Radebeul)
Das Doppelwohnhaus Wichernstraße 21/21a liegt in der Ursprungsgemarkung der sächsischen Stadt Radebeul. Das mitsamt Sgraffito unter Denkmalschutz stehende Doppelwohnhaus in offener Bebauung in Ecklage wurde 1938 errichtet.

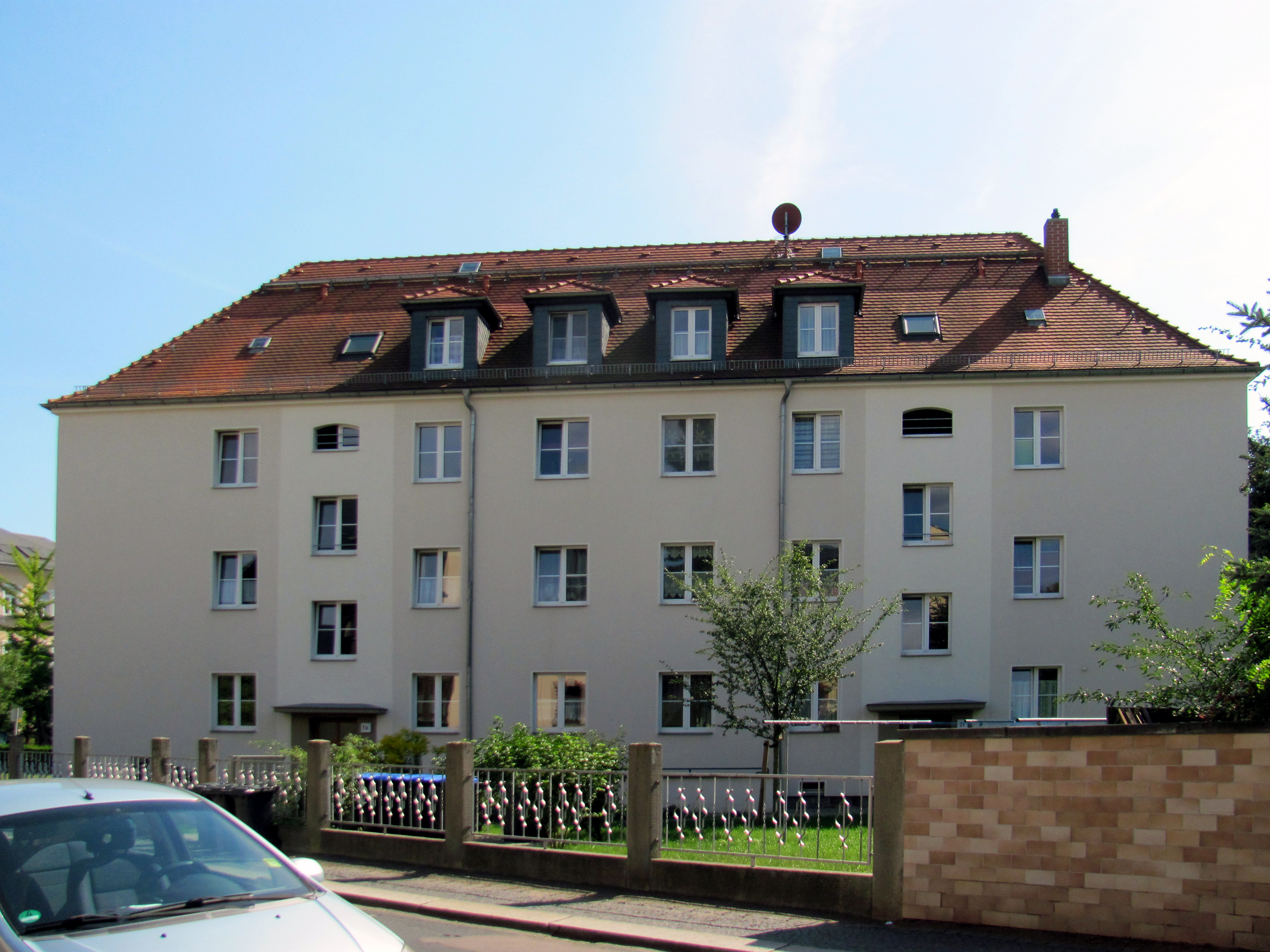
Doppelwohnhaus Wichernstraße 21/21a

## Beschreibung

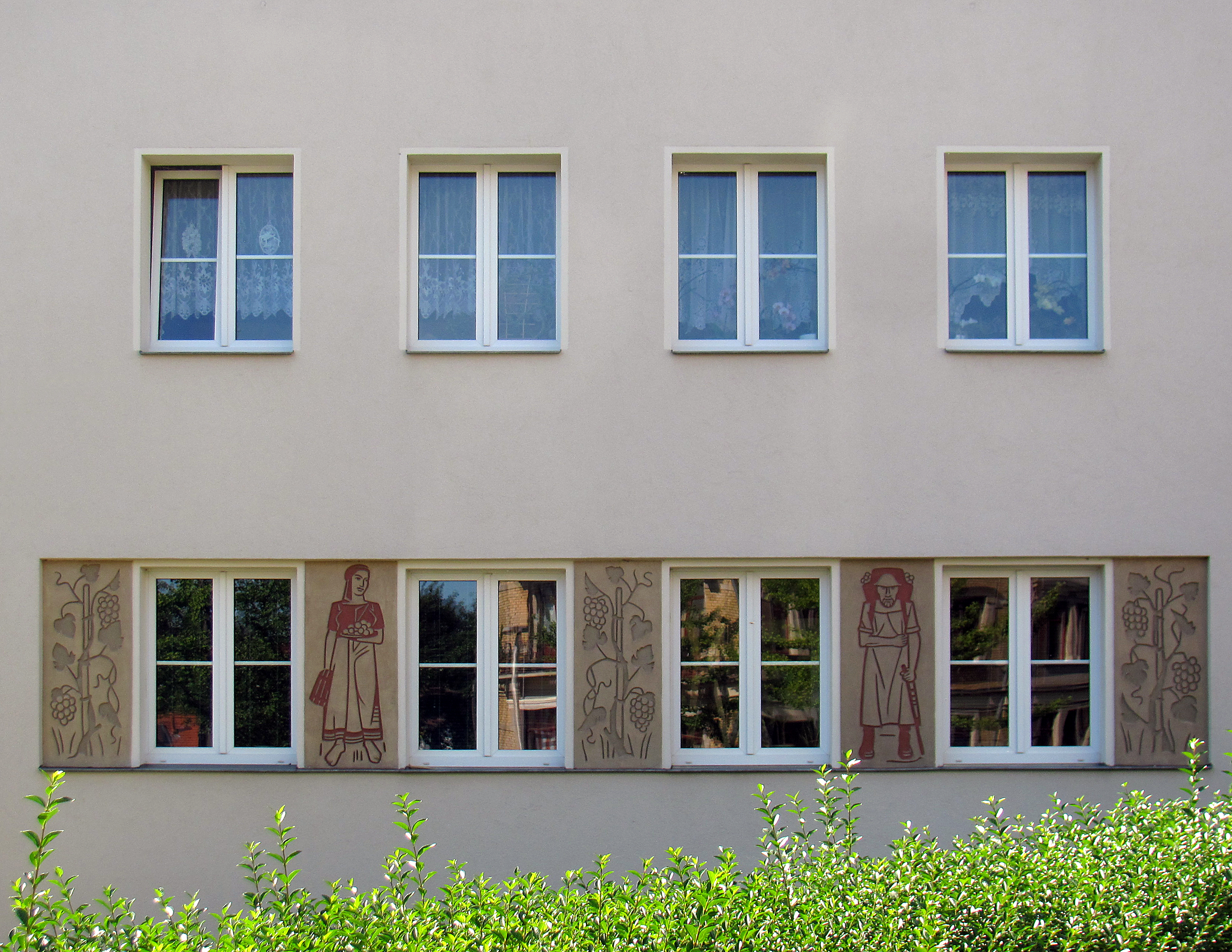
Wichernstraße 21/21a, Albertplatzseite

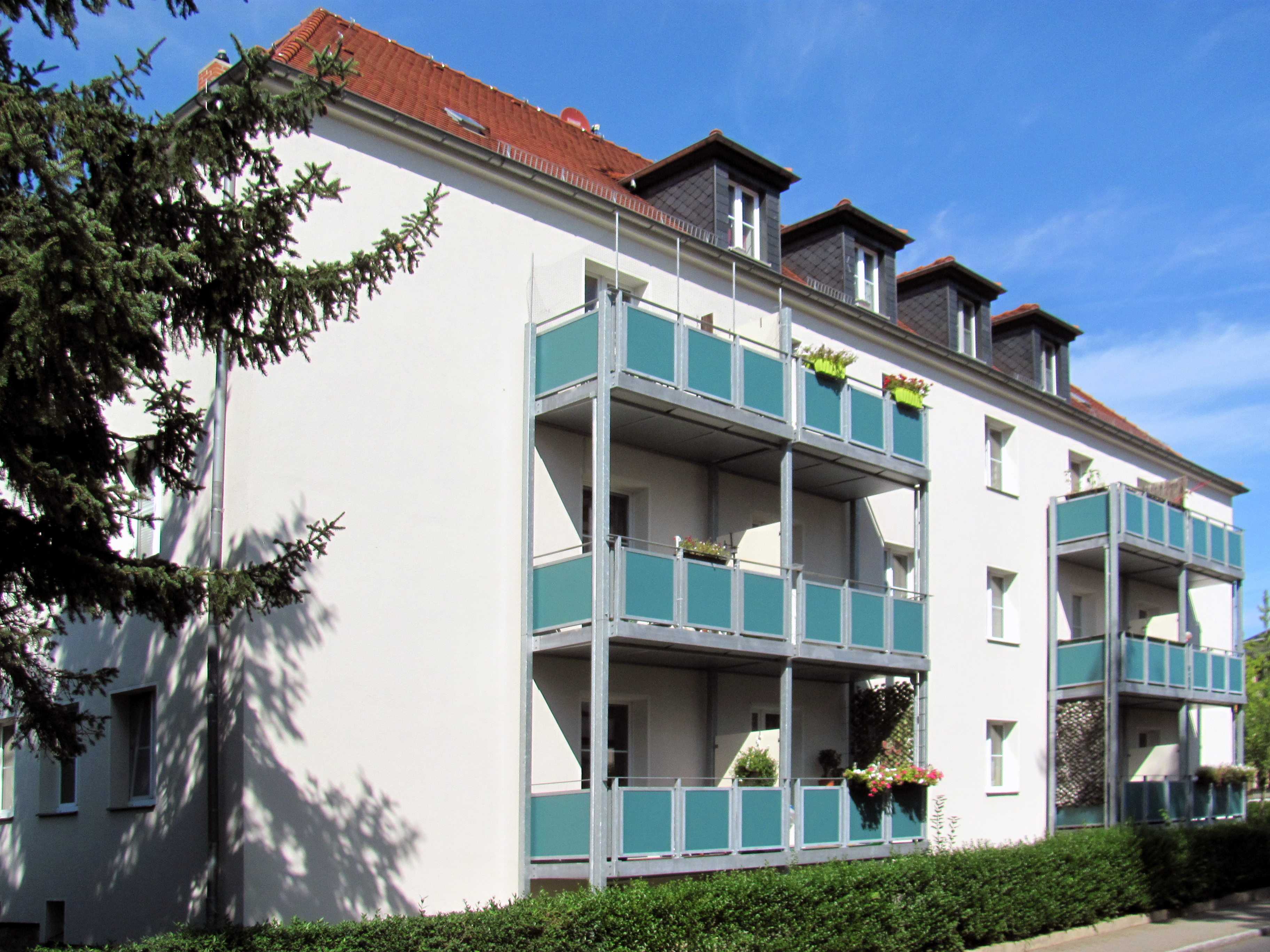
Wichernstraße 21/21a, Front zur Hellerstraße. Rechts der Albertplatz

Das dreigeschossige Mehrfamilienhaus liegt auf dem westlichen Eckgrundstück eines Platzes in Form eines sechsstrahligen Sterns (Albertplatz). Während die jeweils zwei Eckgrundstücke im Norden (Wichernstraße 22 und Louisenstraße 9) und im Süden (Hellerstraße 9 und Louisenstraße 7) von jeweils einem zweiflügeligen Haus mit verbrochener Ecke zum Platz aus der Zeit um 1900 gebildet werden, liegt auf dem östlichen Eckgrundstück ein mit der Schmalseite zum Platz ausgerichtetes Bauernhaus (Hellerstraße 11) aus dem 19. Jahrhundert. Die Lage des aus den 1930er Jahren stammenden Mehrfamilienwohnhauses spiegelt etwa die seines östlichen Pendants.
Mit seiner Längsseite ist der Putzbau zur Hellerstraße ausgerichtet. In den Längsseiten befinden sich in dem ziegelgedeckten Walmdach, jeweils auf der Vorder- und Rückseite, je vier Dachgauben.
Die Fenster im Erdgeschoss werden beidseitig durch Sgraffiti des Malers Hermann Glöckner begleitet, die Weinbaumotive darstellen.